# 森三紀
森 三紀（もり みつとし、1940年 - ）は日本の製図家・地図学者、森図房代表・白蓮理事、立命館大学・奈良大学非常勤講師。滋賀県守山市在住。

## 略歴
京都府京都市出身。1963年に京都大学文学部を卒業し、サンケイ新聞編集局を務め、1967年に企業経営の調査・査定に従事。その後、1971年森図房で地図編集制作をはじめる。1975年から現在まで立命館大学非常勤講師を務め、1983年から2000年まで奈良女子大学非常勤講師をし、1985年から1999年まで京都大学非常勤講師を務める。その間の1985年に守山市手をつなぐ親の会2期会長を務める。1987年に社会福祉法人「もるどう会」10期監事を務め、2001年には「もりやま共同作業所」の運営協議会「慈光会」2期監事も務める。2003年から社会福祉法人･白蓮理事を務め、2005年からは奈良大学非常勤講師（現在に至る）。

## 著書
- 地図表現入門（1988年、大明堂刊、浮田典良共著）
- 地図表現ガイドブック(2004年、ナカニシヤ出版、浮田典良共著）
- パロディ百人一首「石泥集」(2005年、社団法人・生活文化研究所刊、筆名・近江睡魔）